# Pierre Papa
Pierre Papa (Rotterdam, 13 april 1970) is een Nederlandse radio-diskjockey.

## Biografie
Papa ging op zijn achttiende aan de slag als vrijwilliger bij Radio Ridderkerk. In 1990 werd hij programmaleider bij Barendrecht FM. In 1992 werd hij bij op Radio 3FM als presentator van het NOS-nachtprogramma Papa is Wakker. Hij werd begeleid door Frits Spits. Papa verving ook regelmatig Wim Rigter als presentator van Pyjama FM van de AVRO. Overdag presenteert hij tevens een dagelijkse middagshow op Stadsradio Rotterdam. 
In 2002 ging Papa als programmaleider aan de slag bij het jongerenstation FunX en ging talent coachen en begeleiden. Papa was als coach actief bij de Veronica Radioschool, waar hij tevens een eigen radioprogramma Insite presenteerde over het radiovak. Anno 2012 coacht Papa bij verschillende landelijke radiozenders.
Tegenwoordig is Papa actief als coach van radio-diskjockeys en -presentatoren.
Papa was in 2010 en 2011 jurylid bij de Radiobitches Awards met onder andere Erik de Zwart en Tineke de Nooij.